# Ñancempinco
Ñancempinco es el tercer soberano del reino de los chimúes, ubicado en la costa norte del Perú. Hijo del Guacricur, el segundo gobernante del reino. Con él empiezan las conquistas que extenderían, al momento de la llegada de los incas, hasta la zona norte de Lima.

## Conquistas iniciales
Según las crónicas, «fue conquistando el valle hacia las cabezeras de la sierra. Asimismo corrió la costa hacia arriba hasta un pueblo llamado mayao, donde al presente yace la villa de Santa, dieciocho leguas desta ciudad».
«Por la parte de abajo el valle de Chicama hasta Pacasmayo, junto a la villa de Saña, veinticuatro leguas desta ciudad».

## Sucesión
La crónica solo menciona que luego de Guacricur le sucedieron siete caciques más, de los cuales no cita sus nombres hasta el décimo soberano Minchan Çaman.
| Predecesor: Guacricur | Gobernante chimú Ñancempinco | Sucesor: Gobernante desconocido |